# 므스티슬라프 1세

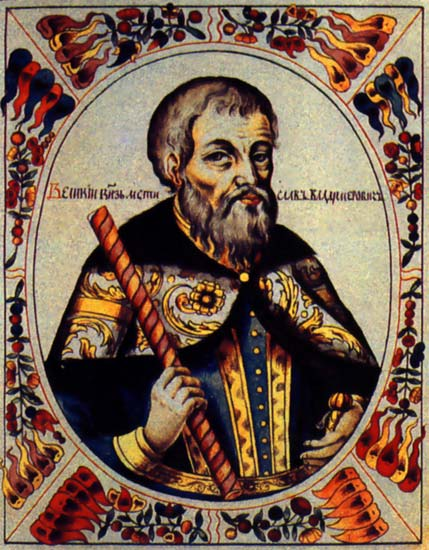
므스티슬라프 1세

므스티슬라프 1세(러시아어: Мстислав Владимирович 므스티슬라프 야로슬라비치[*], 우크라이나어: Мстислав Володимирович 므스티슬라우 볼로디미로비치[*], 벨라루스어: Мсціслаў Уладзіміравіч 므스치슬라우 울라지미라비치, 1076년 6월 1일 투라우 ~ 1132년 4월 14일 키예프)는 키예프 대공국의 대공(재위: 1125년 ~ 1132년)이다. 류리크 왕조 출신이며 위대한 므스티슬라프(러시아어: Мстислав Великий 므스티슬라프 벨리키[*], 우크라이나어: Мстислав Великий 므스티슬라우 벨리키[*], 벨라루스어: Мсціслаў Вялікі 므스치슬라우 뱔리키)라는 별칭으로 부르기도 한다.

## 생애
블라디미르 모노마흐 대공의 아들로 태어났다. 그의 어머니는 웨식스의 기타(Gytha)이며 외할아버지는 잉글랜드의 해럴드 2세 국왕이다. 이러한 이유 때문에 노르드어 사가 작품에서는 "하랄드"(Harald)라는 이름으로 등장한다.
1088년부터 1093년까지 노브고로드(벨리키노브고로드) 공작, 1095년부터 1117년까지 로스토프 공작을 역임했다. 1095년에는 스웨덴의 잉에 1세 국왕의 딸인 크리스티나 잉에스도테르(Christina Ingesdotter)와 결혼했으며 슬하에 10명의 자녀를 두었다.
그의 생애 동안에는 쿠만인, 에스토니아, 리투아니아, 폴로츠크(폴라츠크)와의 전쟁이 연달아 벌어졌다. 1096년에는 콜록샤 강(Koloksha) 강에서 자신의 삼촌인 체르니히우의 올레크를 물리쳤다. 이들 간의 적대 관계는 수세기 동안 후손들까지 계속 이어졌다.
그는 생전에 노브고로드에 수많은 교회를 건설했다. 1113년에는 성 니콜라이 대성당, 1117년에는 성 안드레이 수도원 성당을 건설했다. 1125년 블라디미르 모노마흐가 사망하면서 키예프 대공으로 즉위했다.
1122년 1월 18일 크리스티나가 사망한 이후에는 노브고로드의 귀족인 드미트리 사비디치(Dmitry Saviditsch)의 딸인 류바바 사비디치(Ljubava Saviditsch)와 결혼했으며 슬하에 2명의 자녀를 두었다. 1132년 4월 14일에 사망했다.
| 전임 블라디미르 모노마흐 | 키예프 대공 1125년 ~ 1132년 | 후임 야로폴크 2세 |